# Stadio Paolo Mazza
Stadionul Paolo Mazza este un stadion din Ferrara, Italia, pe care își dispută meciurile SPAL 2013.

## Legături externe
- Site web oficial